# Tres de Pego
Els Tres de Pego varen ser tres homes de Pego (Marina Alta, País Valencià) que foren assassinats al camp d'extermini nazi de Gusen, integrat a Mauthausen. En aquest mateix camp d'extermini van ser assassinats molts altres republicans valencians.
Eren:
- Carles Sendra Sendra, nascut a Pego el 7 de febrer de 1904 i va ser mort a Gusen el 5 d'octubre de 1941.
- Vicent Sendra Escrivà, nascut a Pego el 14 de març de 1910 i va ser mort a Gusen el 29 d'octubre de 1941.
- Andreu Sendra Morell, nascut a Pego el 15 de febrer de 1908 i va ser mort a Gusen el 19 de novembre de 1941.

El grup de música valencià de Pego, La Gossa Sorda, els va dedicar al disc Saó (2008) una cançó, "Tres de Pego".